# Гомогенний ядерний реактор
Гомогенний ядерний реактор — тип ядерного реактору, у якому ланцюгова ядерна реакція поділу протікає в гомогенній (однорідній) суміші ядерного пального зі сповільнювачем нейтронів або теплоносієм. Гомогенні реактори діють на теплових (ядерний реактор на теплових нейтронах) або швидких (ядерний реактор на швидких нейтронах) нейтронах. У тепловому Гомогенному реакторі пальним, що його розміщують в активній зоні, є розчин (або суспензія) хімічних сполук урану чи плутонію у воді (важкій або звичайній), просочений ураном графіт тощо. Активна зона швидкого гомогенного реактору містить пальне у вигляді розчину (або суспензії) хімічних сполук урану чи плутонію в рідкому металі або газі. Через технологічні й конструктивні труднощі гомогенні реактори застосовують головним чином як експериментальні й дослідні реактори.